# هنري بلاك
هنري بلاك (بالإنجليزية: Henry Black)‏ هو سياسي أمريكي، ولد في 26 مارس 1924، وتوفي في 13 يناير 2002. حزبياً، نشط في الحزب الجمهوري. وقد انتخب عضو مجلس ولاية مين.